# Bayer 04 Leverkusen Fußball 2021-2022
Questa voce raccoglie le informazioni riguardanti il Bayer 04 Leverkusen Fußball nelle competizioni ufficiali della stagione 2021-2022.

## Stagione
Nella stagione 2021-2022 il Bayer Leverkusen, allenato da Gerardo Seoane, concluse il campionato di Bundesliga al 3º posto. In Coppa di Germania il Bayer Leverkusen fu eliminato al secondo turno dal Karlsruhe. In Europa League il Bayer Leverkusen fu eliminato agli ottavi di finale dall' Atalanta.

## Rosa
| N. |                           | Ruolo | Calciatore            |
| -- | ------------------------- | ----- | --------------------- |
| 1  | Finlandia (bandiera)      | P     | Lukáš Hrádecký        |
| 4  | Germania (bandiera)       | D     | Jonathan Tah          |
| 5  | Paesi Bassi (bandiera)    | D     | Mitchel Bakker        |
| 6  | Costa d'Avorio (bandiera) | D     | Odilon Kossounou      |
| 7  | Brasile (bandiera)        | A     | Paulinho              |
| 8  | Germania (bandiera)       | C     | Robert Andrich        |
| 9  | Iran (bandiera)           | A     | Sardar Azmoun         |
| 10 | Germania (bandiera)       | C     | Kerem Demirbay        |
| 12 | Burkina Faso (bandiera)   | D     | Edmond Tapsoba        |
| 13 | Argentina (bandiera)      | A     | Lucas Alario          |
| 14 | Rep. Ceca (bandiera)      | A     | Patrik Schick         |
| 15 | Austria (bandiera)        | C     | Julian Baumgartlinger |
| 19 | Francia (bandiera)        | A     | Moussa Diaby          |
| 20 | Cile (bandiera)           | C     | Charles Aránguiz      |
| 21 | Germania (bandiera)       | P     | Lennart Grill         |

| N. |                        | Ruolo | Calciatore          |
| -- | ---------------------- | ----- | ------------------- |
| 22 | Paesi Bassi (bandiera) | D     | Daley Sinkgraven    |
| 24 | Paesi Bassi (bandiera) | D     | Timothy Fosu-Mensah |
| 25 | Argentina (bandiera)   | C     | Exequiel Palacios   |
| 27 | Germania (bandiera)    | C     | Florian Wirtz       |
| 28 | Spagna (bandiera)      | A     | Iker Bravo          |
| 29 | Danimarca (bandiera)   | C     | Zidan Sertdemir     |
| 30 | Paesi Bassi (bandiera) | D     | Jeremie Frimpong    |
| 31 | Francia (bandiera)     | A     | Amine Adli          |
| 33 | Ecuador (bandiera)     | D     | Piero Hincapié      |
| 36 | Germania (bandiera)    | P     | Niklas Lomb         |
| 38 | Germania (bandiera)    | A     | Karim Bellarabi     |
| 39 | Togo (bandiera)        | C     | Sadik Fofana        |
| 40 | Russia (bandiera)      | P     | Andrej Lunëv        |
| 41 | Germania (bandiera)    | P     | Maximilian Neutgens |

## Maglie e divise
| Prima divisa | Seconda divisa | Terza divisa |

## Organigramma societario
Area tecnica
- Preparatori atletici:
- Allenatore in seconda: Marcel Daum, Alberto Encinas, Patrick Schnarwiler
- Preparatore dei portieri: David Thiel
- Analisi video: Simon Lackmann, Marcel Daum
- Allenatore: Gerardo Seoane

## Calciomercato

### Sessione estiva(dall'1/7 all'1/9)
| Acquisti         | Acquisti          | Acquisti              | Acquisti                   |
| R.               | Nome              | da                    | Modalità                   |
| ---------------- | ----------------- | --------------------- | -------------------------- |
| P                | Odilon Kossounou  | Club Bruges           | definitivo (23 milioni €)  |
| A                | Amine Adli        | Tolosa                | definitivo (7,5 milioni €) |
| D                | Mitchel Bakker    | Paris Saint-Germain   | definitivo (7 milioni €)   |
| C                | Robert Andrich    | Union Berlino         | definitivo(6,5 milioni €)  |
| D                | Piero Hincapié    | Talleres (C)          | definitivo(6,35 milioni €) |
| C                | Zidan Sertdemir   | Nordsjælland          | definitivo(2,5 milioni €)  |
| P                | Andrej Lunëv      | Zenit San Pietroburgo | gratuito                   |
| Altre operazioni |                   |                       |                            |
| R.               | Nome              | da                    | Modalità                   |
| D                | Panagiōtīs Retsos | Saint-Étienne         | fine prestito              |
| A                | Joel Pohjanpalo   | Union Berlino         | fine prestito              |

| Cessioni | Cessioni            | Cessioni        | Cessioni                   |
| R.       | Nome                | a               | Modalità                   |
| -------- | ------------------- | --------------- | -------------------------- |
| A        | Leon Bailey         | Aston Villa     | definitivo (32 milioni €)  |
| D        | Wendell             | Porto           | definitivo (4,3 milioni €) |
| D        | Tin Jedvaj          | Lokomotiv Mosca | definitivo (4 milioni €)   |
| A        | Demarai Gray        | Everton         | definitivo (2 milioni €)   |
| D        | Aleksandar Dragović | Stella Rossa    | gratuito                   |
| C        | Cem Türkmen         | Clermont Foot   | gratuito                   |
| C        | Sven Bender         |                 | ritiro                     |
| C        | Lars Bender         |                 | ritiro                     |
| D        | Mitchell Weiser     | Werder Brema    | prestito                   |
| A        | Joel Pohjanpalo     | Çaykur Rizespor | prestito                   |
| P        | Lennart Grill       | Brann           | prestito                   |
| A        | Yannik Schlößer     | Norimberga      | prestito                   |
| D        | Santiago Arias      | Atlético Madrid | fine prestito              |

### Sessione invernale(dal 2/1 al 31/1)
| Acquisti | Acquisti      | Acquisti              | Acquisti                   |
| R.       | Nome          | da                    | Modalità                   |
| -------- | ------------- | --------------------- | -------------------------- |
| A        | Sardar Azmoun | Zenit San Pietroburgo | definitivo (2,5 milioni €) |
| P        | Lennart Grill | Brann                 | fine prestito              |

| Cessioni | Cessioni          | Cessioni    | Cessioni                |
| R.       | Nome              | a           | Modalità                |
| -------- | ----------------- | ----------- | ----------------------- |
| A        | Emrehan Gedikli   | Trabzonspor | definitivo (800 mila €) |
| D        | Panagiōtīs Retsos | Verona      | gratuito                |
| C        | Nadiem Amiri      | Genoa       | prestito                |

## Risultati

### Bundesliga

#### Girone di andata
| Arbitro: | Reichel |

|            |           |           |
| Awoniyi 7’ | Marcatori | 12’ Diaby |

| Arbitro: | Aytekin |

|                                         |           |  |
| Bakker 3’ Schick 8’ Diaby 55’ Amiri 87’ | Marcatori |  |

| Arbitro: | Brand |

|                   |           |                                                              |
| Niederlechner 30’ | Marcatori | 3’ (aut.) Iago 14’ (aut.) Niederlechner 75’ Schick 81’ Wirtz |

| Arbitro: | Siebert |

|                               |           |                                                  |
| Wirtz 9’ Schick 45’ Diaby 55’ | Marcatori | 37’, 77’ (rig.) Haaland 49’ Brandt 71’ Guerreiro |

| Arbitro: | Cortus |

|             |           |                                 |
| Mangala 38’ | Marcatori | 2’ Andrich 19’ Schick 70’ Wirtz |

| Arbitro: | Dankert |

|           |           |  |
| Wirtz 62’ | Marcatori |  |

| Arbitro: | Zwayer |

|  |           |                                               |
|  | Marcatori | 18’ Diaby 24’, 57’ Schick 90’ (rig.) Demirbay |

| Arbitro: | Jablonski |

|            |           |                                                |
| Schick 55’ | Marcatori | 4’, 30’ Lewandowski 34’ Müller 35’, 37’ Gnabry |

| Arbitro: | Zwayer |

|                  |           |                          |
| Modeste 63’, 82’ | Marcatori | 15’ Schick 17’ Bellarabi |

| Arbitro: | Aytekin |

|  |           |                       |
|  | Marcatori | 48’ Nmecha 51’ Arnold |

| Arbitro: | Hartmann |

|             |           |             |
| Jovetić 42’ | Marcatori | 90’ Andrich |

| Arbitro: | Schlager |

|         |           |  |
| Adli 3’ | Marcatori |  |

| Arbitro: | Cortus |

|           |           |                                  |
| Silva 62’ | Marcatori | 21’ Wirtz 34’ Diaby 64’ Frimpong |

| Arbitro: | Reichel |

|                                                             |           |             |
| Adli 11’ Tapsoba 17’ Hincapié 45’ Schick 49’, 69’, 74’, 76’ | Marcatori | 33’ Dudziak |

| Arbitro: | Fritz |

|                                                      |           |                       |
| Tuta 23’ Lindstrøm 30’ N'Dicka 50’ Jakić 66’ Sow 76’ | Marcatori | 5’, 22’ (rig.) Schick |

| Arbitro: | Stieler |

|                 |           |                        |
| Schick 37’, 63’ | Marcatori | 80’ Stiller 83’ Dabour |

| Arbitro: | Cortus |

|                             |           |              |
| Grifo 33’ (rig.) Schade 84’ | Marcatori | 45’ Aránguiz |

#### Girone di ritorno
| Arbitro: | Jöllenbeck |

|                    |           |                 |
| Schick 38’ Tah 84’ | Marcatori | 45’, 50’ Prömel |

| Arbitro: | Stegemann |

|            |           |                        |
| Elvedi 81’ | Marcatori | 51’ Andrich 74’ Schick |

| Arbitro: | Schlager |

|                                             |           |           |
| Bellarabi 9’ Diaby 24’, 65’, 69’ Alario 81’ | Marcatori | 62’ Maier |

| Arbitro: | Siebert |

|                                |           |                                                           |
| Frimpong 16’ (aut.) Tigges 89’ | Marcatori | 10’ (aut.) Akanji 20’ Wirtz 28’ Andrich 53’ Tah 87’ Diaby |

| Arbitro: | Brych |

|                                         |           |                |
| Diaby 41’ Adli 52’ Wirtz 85’ Schick 89’ | Marcatori | 49’, 88’ Tomás |

| Arbitro: | Cortus |

|                                       |           |                       |
| Martín 57’ Boëtius 84’ Ingvartsen 88’ | Marcatori | 35’ Schick 74’ Alario |

| Arbitro: | Petersen |

|                           |           |  |
| Alario 30’ Diaby 57’, 81’ | Marcatori |  |

| Arbitro: | Siebert |

|          |           |                   |
| Süle 18’ | Marcatori | 36’ (aut.) Müller |

| Arbitro: | Stegemann |

|  |           |               |
|  | Marcatori | 67’ Schindler |

| Arbitro: | Brych |

|  |           |                   |
|  | Marcatori | 86’, 90’ Paulinho |

| Arbitro: | Jöllenbeck |

|                          |           |            |
| Alario 34’ Bellarabi 40’ | Marcatori | 42’ Darida |

| Bochum 10 aprile 2022, ore 15:30 CEST 29ª giornata | Bochum | 0 – 0 referto | Bayer Leverkusen | Vonovia Ruhrstadion (25 000 spett.)\| Arbitro: \| Zwayer \| |
| Arbitro:                                           | Zwayer |               |                  |                                                             |

| Arbitro: | Siebert |

|  |           |                |
|  | Marcatori | 69’ Szoboszlai |

| Arbitro: | Reichel |

|            |           |                                                |
| Willems 5’ | Marcatori | 8’ Schick 18’ Azmoun 58’ Paulinho 84’ Palacios |

| Arbitro: | Cortus |

|                         |           |  |
| Paulinho 18’ Schick 51’ | Marcatori |  |

| Arbitro: | Willenborg |

|                            |           |                                      |
| Rutter 22’ Baumgartner 36’ | Marcatori | 34’, 76’ Schick 73’ Diaby 90’ Alario |

| Arbitro: | Jablonski |

|                         |           |             |
| Alario 54’ Palacios 90’ | Marcatori | 88’ Haberer |

### Coppa di Germania
| Arbitro: | Lechner |

|  |           |                                       |
|  | Marcatori | 6’ (rig.), 87’ Demirbay 14’ Bellarabi |

| Arbitro: | Welz |

|              |           |                   |
| Frimpong 54’ | Marcatori | 4’ Cueto 63’ Choi |

### Europa League

#### Fase a gironi
| Arbitro: | Treimanis |

|                        |           |          |
| Palacios 37’ Wirtz 69’ | Marcatori | 8’ Mmaee |

| Arbitro: | Di Bello |

|  |           |                                                   |
|  | Marcatori | 25’ Hincapié 35’ Wirtz 58’ (rig.) Alario 90’ Adli |

| Arbitro: | Frankowski |

|                     |           |             |
| Iglesias 75’ (rig.) | Marcatori | 82’ Andrich |

| Arbitro: | Taylor |

|                                    |           |  |
| Diaby 42’, 52’ Wirtz 86’ Amiri 90’ | Marcatori |  |

| Arbitro: | Sidiropoulos |

|                            |           |                               |
| Andrich 16’, 82’ Diaby 87’ | Marcatori | 40’ (rig.) Juranović 56’ Jota |

| Arbitro: | Levnikov |

|              |           |  |
| Laïdouni 82’ | Marcatori |  |

#### Fase ad eliminazione diretta
| Arbitro: | Jovanović |

|                                  |           |                        |
| Malinovs'kyj 23’ Muriel 25’, 49’ | Marcatori | 11’ Aránguiz 63’ Diaby |

| Arbitro: | Letexier |

|  |           |          |
|  | Marcatori | 90’ Boga |

## Statistiche

### Statistiche di squadra
| Competizione      | Punti | In casa | In casa | In casa | In casa | In casa | In casa | In trasferta | In trasferta | In trasferta | In trasferta | In trasferta | In trasferta | Totale | Totale | Totale | Totale | Totale | Totale | DR  |
| Competizione      | Punti | G       | V       | N       | P       | Gf      | Gs      | G            | V            | N            | P            | Gf           | Gs           | G      | V      | N      | P      | Gf     | Gs     | DR  |
| ----------------- | ----- | ------- | ------- | ------- | ------- | ------- | ------- | ------------ | ------------ | ------------ | ------------ | ------------ | ------------ | ------ | ------ | ------ | ------ | ------ | ------ | --- |
| Bundesliga        | 64    | 17      | 10      | 2       | 5       | 39      | 23      | 17           | 9            | 5            | 3            | 41           | 24           | 34     | 19     | 7      | 8      | 80     | 47     | +33 |
| Coppa di Germania | -     | 1       | 0       | 0       | 1       | 1       | 2       | 1            | 1            | 0            | 0            | 3            | 0            | 2      | 1      | 0      | 1      | 4      | 2      | +2  |
| Europa League     | -     | 4       | 3       | 0       | 1       | 9       | 4       | 4            | 1            | 1            | 2            | 7            | 5            | 8      | 4      | 1      | 3      | 16     | 9      | +7  |
| Totale            | 64    | 22      | 13      | 2       | 7       | 49      | 29      | 22           | 11           | 6            | 5            | 51           | 29           | 44     | 24     | 8      | 12     | 100    | 58     | +42 |

### Andamento in campionato
| Giornata  | 1 | 2 | 3 | 4 | 5 | 6 | 7 | 8 | 9 | 10 | 11 | 12 | 13 | 14 | 15 | 16 | 17 | 18 | 19 | 20 | 21 | 22 | 23 | 24 | 25 | 26 | 27 | 28 | 29 | 30 | 31 | 32 | 33 | 34 |
| --------- | - | - | - | - | - | - | - | - | - | -- | -- | -- | -- | -- | -- | -- | -- | -- | -- | -- | -- | -- | -- | -- | -- | -- | -- | -- | -- | -- | -- | -- | -- | -- |
| Luogo     | T | C | T | C | T | C | T | C | T | C  | T  | C  | T  | C  | T  | C  | T  | C  | T  | C  | T  | C  | T  | C  | T  | C  | T  | C  | T  | C  | T  | C  | T  | C  |
| Risultato | N | V | V | P | V | V | V | P | N | P  | N  | V  | V  | V  | P  | N  | P  | N  | V  | V  | V  | V  | P  | V  | N  | P  | V  | V  | N  | P  | V  | V  | V  | V  |
| Posizione | 7 | 3 | 2 | 6 | 4 | 2 | 2 | 3 | 4 | 4  | 6  | 4  | 3  | 3  | 3  | 3  | 4  | 5  | 3  | 3  | 3  | 3  | 3  | 3  | 3  | 3  | 3  | 3  | 3  | 4  | 3  | 3  | 3  | 3  |

Legenda:

Luogo: C = Casa; T = Trasferta. Risultato: V = Vittoria; N = Pareggio; P = Sconfitta.

### Statistiche dei giocatori
| Giocatore                    | Bundesliga | Bundesliga | Bundesliga  | Bundesliga | Coppa di Germania | Coppa di Germania | Coppa di Germania | Coppa di Germania | Europa League | Europa League | Europa League | Europa League | Totale   | Totale | Totale      | Totale     |
| Giocatore                    | Presenze   | Reti       | Ammonizioni | Espulsioni | Presenze          | Reti              | Ammonizioni       | Espulsioni        | Presenze      | Reti          | Ammonizioni   | Espulsioni    | Presenze | Reti   | Ammonizioni | Espulsioni |
| ---------------------------- | ---------- | ---------- | ----------- | ---------- | ----------------- | ----------------- | ----------------- | ----------------- | ------------- | ------------- | ------------- | ------------- | -------- | ------ | ----------- | ---------- |
| A. Adli                      | 25         | 3          | 3           | 0          | 1                 | 0                 | 0                 | 0                 | 8             | 1             | 1             | 0             | 34       | 4      | 4           | 0          |
| L. Alario                    | 27         | 6          | 2           | 0          | 0                 | 0                 | 0                 | 0                 | 6             | 1             | 1             | 0             | 33       | 7      | 3           | 0          |
| N. Amiri                     | 13         | 1          | 0           | 0          | 2                 | 0                 | 0                 | 0                 | 5             | 1             | 0             | 0             | 20       | 2      | 0           | 0          |
| R. Andrich                   | 26         | 4          | 5           | 1          | 1                 | 0                 | 0                 | 0                 | 5             | 3             | 2             | 0             | 32       | 7      | 7           | 1          |
| C. Aránguiz                  | 26         | 1          | 2           | 0          | 1                 | 0                 | 0                 | 0                 | 5             | 1             | 0             | 0             | 32       | 2      | 2           | 0          |
| S. Azmoun                    | 9          | 1          | 0           | 0          | 0                 | 0                 | 0                 | 0                 | 2             | 0             | 0             | 0             | 11       | 1      | 0           | 0          |
| M. Bakker                    | 25         | 1          | 6           | 0          | 1                 | 0                 | 0                 | 0                 | 4             | 0             | 2             | 0             | 30       | 1      | 8           | 0          |
| J. Baumgartlinger            | 6          | 0          | 1           | 0          | 1                 | 0                 | 0                 | 0                 | 0             | 0             | 0             | 0             | 7        | 0      | 1           | 0          |
| K. Bellarabi                 | 16         | 3          | 2           | 0          | 1                 | 1                 | 0                 | 0                 | 5             | 0             | 1             | 0             | 22       | 4      | 3           | 0          |
| I. Bravo                     | 1          | 0          | 0           | 0          | 1                 | 0                 | 0                 | 0                 | 0             | 0             | 0             | 0             | 2        | 0      | 0           | 0          |
| K. Demirbay                  | 29         | 1          | 10          | 0          | 2                 | 2                 | 0                 | 0                 | 5             | 0             | 1             | 1             | 36       | 3      | 11          | 1          |
| M. Diaby                     | 32         | 13         | 8           | 1          | 2                 | 0                 | 0                 | 0                 | 8             | 4             | 2             | 0             | 42       | 17     | 10          | 1          |
| S. Fofana                    | 0          | 0          | 0           | 0          | 0                 | 0                 | 0                 | 0                 | 0             | 0             | 0             | 0             | 0        | 0      | 0           | 0          |
| T. Fosu-Mensah               | 6          | 0          | 0           | 0          | 0                 | 0                 | 0                 | 0                 | 2             | 0             | 1             | 0             | 8        | 0      | 1           | 0          |
| J. Frimpong                  | 25         | 1          | 6           | 0          | 2                 | 1                 | 1                 | 0                 | 7             | 0             | 0             | 0             | 34       | 2      | 7           | 0          |
| E. Gedikli                   | 0          | 0          | 0           | 0          | 0                 | 0                 | 0                 | 0                 | 0             | 0             | 0             | 0             | 0        | 0      | 0           | 0          |
| L. Grill                     | 1          | 0          | 0           | 0          | 0                 | 0                 | 0                 | 0                 | 0             | 0             | 0             | 0             | 1        | 0      | 0           | 0          |
| P. Hincapié                  | 27         | 1          | 5           | 0          | 0                 | 0                 | 0                 | 0                 | 6             | 1             | 1             | 0             | 33       | 2      | 6           | 0          |
| L. Hrádecký                  | 32         | 0          | 1           | 0          | 2                 | 0                 | 0                 | 0                 | 7             | 0             | 1             | 0             | 41       | 0      | 2           | 0          |
| O. Kossounou                 | 27         | 0          | 3           | 0          | 1                 | 0                 | 0                 | 0                 | 5             | 0             | 1             | 0             | 33       | 0      | 4           | 0          |
| N. Lomb                      | 0          | 0          | 0           | 0          | 0                 | 0                 | 0                 | 0                 | 0             | 0             | 0             | 0             | 0        | 0      | 0           | 0          |
| A. Lunev                     | 1          | 0          | 0           | 0          | 0                 | 0                 | 0                 | 0                 | 1             | 0             | 0             | 0             | 2        | 0      | 0           | 0          |
| M. Neutgens                  | 0          | 0          | 0           | 0          | 0                 | 0                 | 0                 | 0                 | 0             | 0             | 0             | 0             | 0        | 0      | 0           | 0          |
| E. Palacios                  | 23         | 2          | 2           | 0          | 2                 | 0                 | 0                 | 0                 | 7             | 1             | 1             | 0             | 32       | 3      | 3           | 0          |
| P. Paulinho                  | 24         | 4          | 1           | 0          | 1                 | 0                 | 0                 | 0                 | 6             | 0             | 0             | 0             | 31       | 4      | 1           | 0          |
| J. Pohjanpalo                | 2          | 0          | 0           | 0          | 1                 | 0                 | 0                 | 0                 | 0             | 0             | 0             | 0             | 3        | 0      | 0           | 0          |
| P. Retsos                    | 4          | 0          | 0           | 0          | 1                 | 0                 | 0                 | 0                 | 3             | 0             | 1             | 0             | 8        | 0      | 1           | 0          |
| P. Schick                    | 27         | 24         | 0           | 0          | 1                 | 0                 | 0                 | 0                 | 3             | 0             | 0             | 0             | 31       | 24     | 0           | 0          |
| Z. Sertdemir                 | 3          | 0          | 0           | 0          | 0                 | 0                 | 0                 | 0                 | 0             | 0             | 0             | 0             | 3        | 0      | 0           | 0          |
| D. Sinkgraven                | 12         | 0          | 0           | 0          | 2                 | 0                 | 0                 | 0                 | 4             | 0             | 0             | 0             | 18       | 0      | 0           | 0          |
| J. Tah                       | 33         | 2          | 4           | 0          | 1                 | 0                 | 1                 | 0                 | 8             | 0             | 0             | 0             | 42       | 2      | 5           | 0          |
| E. Tapsoba                   | 22         | 1          | 1           | 0          | 1                 | 0                 | 0                 | 0                 | 6             | 0             | 1             | 0             | 29       | 1      | 2           | 0          |
| M. Weiser                    | 0          | 0          | 0           | 0          | 1                 | 0                 | 0                 | 0                 | 0             | 0             | 0             | 0             | 1        | 0      | 0           | 0          |
| W. Wendell (calciatore 1993) | 0          | 0          | 0           | 0          | 1                 | 0                 | 0                 | 0                 | 0             | 0             | 0             | 0             | 1        | 0      | 0           | 0          |
| F. Wirtz                     | 24         | 7          | 2           | 0          | 1                 | 0                 | 0                 | 0                 | 6             | 3             | 1             | 0             | 31       | 10     | 3           | 0          |